# Arlington (Dakota Południowa)
Arlington – miasto w Stanach Zjednoczonych, w stanie Dakota Południowa, w hrabstwie Brookings.